# 勝手にしやがれヘイ!ブラザー
勝手にしやがれヘイ!ブラザー（かってにしやがれヘイ!ブラザー）は、1989年10月13日から1990年3月23日まで、日本テレビ系列で毎週金曜20:00 - 20:54(JST) に全22話が放送された、セントラル・アーツ制作のテレビドラマ。

## 概要
横浜市中区山手に所在する北村法律事務所。その事務所に住むフリージャーナリストの岸田法眼（柴田恭兵）と、大学生の北村則規（仲村トオル）の異母兄弟が遭遇する、様々な事件や騒動をコミカルに描いたソフトアクションドラマである。
本作品は、『あぶない刑事』と同じくセントラル・アーツが制作を手がけ、主要なスタッフも複数共通していることから、作中にて同シリーズにも登場した人名・組織名などが登場する他、随所に同シリーズのセルフパロディが散りばめられた作りとなっている。また、出演者の面でも同シリーズのメインキャストであった柴田と仲村に加え、中条静夫（北村敬太郎役）が再び共演する格好となった。一方で、メインキャラクターが市井の民間人である都合上、作中で扱われる事件も凶悪犯罪だけでなく、捨て子の親探しや難病に冒された少年の青春劇など幅広いのが特徴の一つである。

## 主な登場人物
岸田法眼（ホーガン）：柴田恭兵
フリージャーナリスト。33歳。
ジャーナリストとしてクールに立ち振る舞う反面、情に流されやすい面も目立つ。腕っ節はさほど強くはなく、また閉所恐怖症という弱点の持ち主でもあり、留置場に留置された際にはガタガタ震える様子も見られた。
敬太郎の実子であるが、2歳の時に両親が離婚し母親に引き取られたため、現在では岸田姓を名乗っている。名前の法眼は「法の眼」という意味で名付けられたが、幼少期は睾丸とからかわれトラウマになったと作中にて語っている。司法試験には合格しているものの、弁護士にはならずに10年間ジャーナリストをしている。現在は銀座に編集部がある夕刊紙の契約記者をしている。
第1話で横浜に取材に訪れた際、30年ぶりに敬太郎と再会しなりゆきで彼や則規と同居することになる。
愛車は品川ナンバーのアルファロメオ・スパイダー・クワドリファリオのシルバーで、作中ではロミオとジュリエットのセリフを引用して何気なく自分の車を紹介してみせたこともある。また毎回のエンドロールは、そのアルファロメオで放送当時開通したばかりの横浜ベイブリッジをゼファーに乗る則規と共に疾走するシーンが主体となっている。
劇中に登場する港署の事情に詳しいのか、誤認逮捕された際には星川に対して「おたく、鷹山っていうんじゃないの？」と言ったり「大下さぁ〜ん！」と取調室で叫ぶシーンがある。また則規と共にある立て籠もり事件に遭遇した際には港署の不甲斐なさを嘆いて「昔は優秀な刑事が2人居たんだけどな…」と呟くシーンがある。19話に登場した刑事(演:山西道広)に対してはあぶない刑事に登場した吉井刑事とは別人なのにも関わらず、口髭を生やしていたせいか「パパその髭似合わないよ」や「パパ、冗談は顔だけにして」と言い放つシーンがある。
柴田自身の自虐ネタとして、自分の似顔絵を見せられた時に、「老けたユン・ピョウ」などと口にする一幕が存在する。
北村則規（ノリキ）：仲村トオル
司法浪人。23歳。法曹界を目指してはいるもののあまり熱心に勉強しておらず、普段はフリーアルバイターという名刺を持ち歩き、私立探偵まがいの仕事をしている。性格は少々考えなしで無鉄砲なところもあり、物語前半ではそのせいで事件に巻き込まれることも多々あった。またナンパもしょっちゅう行い、自宅の電話番の時も居留守を使う。女性への口説き文句として「子供の頃、アカフン一丁で横浜港付近を泳いでいた」と言う自慢があるらしく、法眼にもそれを見透かされている。
敬太郎と再婚相手の間に生まれた息子で、法眼とは腹違いの弟に当たる。なりゆきで同居を始めた当初は、法眼のことを兄として認めていなかったが、一緒に生活していくうちに打ち解けて行く。名前の由来は「規則」のアナグラム。
愛車はカワサキ・ゼファー400cc限定モデル(仲村本人の要望によりハンドルがセパレートタイプに交換されている)。依頼人に騙され、ブレーキが故障した車を運転し片輪走行をしたこともあった。
水上始（ハジメ）：倉田てつを
則規の大学の後輩で常に則規の後を腰巾着のようにくっついて来る。自転車を愛用している。
頭を叩かれると、中身の詰まっているような快音がする（第20話では法眼、則規と頭の音でセッションもあった）。基本的に足手纏いとして扱われており、則規からも「ハジメじゃなあ」などとたびたび切って捨てられている。
吉野くるみ：森恵
昼は北村家のハウスキーパー、夜は洋裁学校に通う。発想と言動が常に突拍子がなく、時に北村親子以上に破天荒な行動を起こす。
『あぶない刑事』の熱狂的ファンでもあり、時に仕事も忘れて徹夜でビデオを3本まとめて観賞しているという。
津曲洋子：名取裕子
北村法律事務所にて、敬太郎の秘書を務める女性。北村家の中では唯一の常識人で、北村家を影で支える存在。実はひそかに法眼に恋心を抱いている。
ワインレッドのマツダペルソナに乗る。
北村敬太郎：中条静夫
弁護士・北村法律事務所代表、法眼と則規の父親。62歳。
横浜では名の通った弁護士で、普段は金銭にシビアな振る舞いを見せる一方、金に困っている依頼人からは報酬を受け取らないなど、時に人情派としての側面ものぞかせる。
一方で、病院の看護婦に手を出したり、則規にガールフレンドの紹介を要求する好色家なところもあり、またしばしば心臓発作を起こす持病を抱えているが、主治医の尾張からは「あと10年は生命の心配はない」と太鼓判を押されている。
上島多門：峰岸徹
法眼が記者として契約している『夕刊イブ』の編集長。危険な仕事は全て法眼に押し付ける。
普段は銀座にある編集部に法眼を呼び出すが、神出鬼没な一面があり、ちょくちょく横浜にも現れる。
星川誠：石井愃一
横浜港警察署・捜査係長。洋子に気があり、彼女の頼みは何でも聞くため、回り回って目の敵にしているはずの法眼たちに協力してしまうこともしばしばである。
刑事：滝川昌良
横浜港警察署・捜査課刑事。星川の部下として数回登場する。
尾張一雄：内田稔
医師。北村敬太郎の主治医として第1話、第13話に出演。
ボーイ：浦野真彦
則規らが行きつけのバーで働くボーイ。接客態度の良い普通の青年。

## 主題歌
オープニングテーマ「ヘイ！ブラザー」
作曲：深町栄 / 歌：柴田恭兵（フォーライフレコード） / 音楽出版社：日本テレビ音楽
エンディングテーマ「横浜DAYBREAK」
作詞：山川啓介 / 作曲・編曲：川上明彦 / 歌：柴田恭兵（フォーライフレコード） / 音楽出版社：日本テレビ音楽

「ヘイ!ブラザー」「横浜DAYBREAK」は、放送期間中の1989年にリリースされた柴田のオリジナルアルバム『AGAIN～そしてこの夜に～』に収録されている。「ヘイ!ブラザー」はR&B調のリズムに乗せて外国人歌手が英語の歌詞で歌っており、柴田はラスト直前で入る「勝手にしやがれ…」というセリフを呟くのみという構成になっている。

## スタッフ
- 企画：初川則夫（日本テレビ）、黒澤満（セントラル・アーツ）
- プロデューサー：伊地智啓（キティフィルム）、服部紹男（セントラル・アーツ）
- 撮影：内田清美、柳島克己、仙元誠三、宗田喜久松
- 照明：井上幸男
- 美術：小林正義
- 録音：秋山一三（宮永サウンド）
- 整音：小峰信雄
- 編集：山田真司
- 製作担当者：望月政雄、大塚泰之
- 音楽：志熊研三、 宮城純子
- 音楽監督：鈴木清司
- 効果：渡部健一（東洋音響カモメ）、サウンドボックス
- 録音スタジオ：にっかつスタジオセンター
- 装飾：ポパイアート
- 車輌：スキル・ワーク
- 衣裳：第一衣裳
- 現像：東映化学
- 技斗：高瀬将嗣（高瀬道場）
- 広報担当：染井将吾、河村良子（日本テレビ）
- スタイリスト：川俣喜代美
- カースタント：カースタントTAKA
- 撮影協力：マイカル本牧、4℃元町店、SEGA、NAC、Odd Man Out、KADOYA、サマンサ、PARSON'S（荻原株式会社）、ローラ・ローラ、J&R ほか
- 協力：大沢商会アルファロメオ事業部、マツダ、マルイチセーリング、メイセイ
- 制作著作：（株）セントラル・アーツ

## 放送日程
- 以下、放送日は日本テレビのそれに準拠するものとする。
- 本編中ではサブタイトル表記はない。

| 放送回                                           | 放送日         | 脚本                 | 監督     | ゲスト                                                                     | 視聴率 | DVD 収録順 |
| ------------------------------------------------ | -------------- | -------------------- | -------- | -------------------------------------------------------------------------- | ------ | ---------- |
| 1                                                | 1989年10月13日 | 丸山昇一             | 成田裕介 | 高樹澪、片岡五郎、大念寺誠                                                 | 12.8%  | 1          |
| 2                                                | 10月20日       | 柏原寛司             | 成田裕介 | 水島かおり、山口粧太、下塚誠、相田寿美緒                                   | 13.4%  | 2          |
| 3                                                | 10月27日       | 丸山昇一・岡芳郎     | 一倉治雄 | 屋敷かおり、井上高志、中島陽典、石山雄大、衣笠健二、林ゆりや、小松伸       | 14.2%  | 3          |
| 4                                                | 11月03日       | 田部俊行             | 一倉治雄 | 比嘉ひとみ、小谷ゆみ                                                       | 7.2%   | 4          |
| 5                                                | 11月10日       | 新井光               | 手銭弘喜 | 池田純子、遠藤憲一、小川依子、アントリン・麻里                             | 15.7%  | 5          |
| 6                                                | 11月17日       | 岡芳郎               | 手銭弘喜 | 葉山レイコ、荻原好峰                                                       | 14.0%  | 6          |
| 7                                                | 11月24日       | 岡芳郎               | 鹿島勤   | 金沢碧、河合美智子、津村鷹志、飯山弘章、海一生、山崎康平                   | 12.6%  | 10         |
| 8                                                | 12月01日       | 佐治乾               | 鹿島勤   | 清水めぐみ、広田玲央名、ファリス淳、青木義朗、影山英俊                     | 10.5%  | 9          |
| 9                                                | 12月08日       | 柏原寛司             | 原隆仁   | 香川照之、黒部進、又野誠治、阿部祐二、福家美峰、上田耕一、ストロング金剛   | 12.6%  | 7          |
| 10                                               | 12月15日       | 新井光               | 原隆仁   | 井浦秀智、新田まゆみ、大林丈史、加藤由美子                                 | 11.3%  | 8          |
| 11                                               | 12月22日       | 田部俊行             | 手銭弘喜 | 引田智子、渥美国泰、ただのあつ子                                           | 8.0%   | 11         |
| 12                                               | 1990年01月12日 | 古内一成             | 手銭弘喜 | 森山祐子、加藤和夫、小鹿番、掛田誠、森聖二                                 | 10.4%  | 12         |
| 13                                               | 1月19日        | 丸山昇一             | 成田裕介 | 内藤剛志、草薙幸二郎、世利ゆかり、清水宏                                   | 11.5%  | 13         |
| 14                                               | 1月26日        | 柏原寛司             | 成田裕介 | 田辺美佐子、南条弘二、今井雅之、廣田行生、杜澤たいぶん                     | 12.3%  | 14         |
| 15                                               | 2月02日        | 枝元正吾・五味三太郎 | 鹿島勤   | 高山典子、菅田俊、荒井乃梨子 冨家規政、江崎和代、朝比奈順子                | 14.1%  | 15         |
| 16                                               | 2月09日        | 古内一成             | 鹿島勤   | 風祭ゆき、富士原恭平                                                       | 11.4%  | 16         |
| 17                                               | 2月16日        | 岡芳郎               | 手銭弘喜 | 結城しのぶ、久富惟晴                                                       | 12.7%  | 17         |
| 18                                               | 2月23日        | 田部俊行             | 手銭弘喜 | 内田勝正、高品剛、小椋正、近藤大基、中島陽典、ヨコスカ潮也、河相我聞       | 13.8%  | 18         |
| 19                                               | 3月02日        | 峯尾基三             | 一倉治雄 | 橋本実加子、山西道広、長谷部香苗                                           | 13.1%  | 19         |
| 20                                               | 3月09日        | 田部俊行             | 鹿島勤   | 戸川京子、井田弘樹、衣笠健二、榎木兵衛                                     | 14.4%  | 21         |
| 21                                               | 3月16日        | 五味友郎             | 一倉治雄 | 鈴木亜希子、有川博、渡辺哲                                                 | 9.3%   | 20         |
| 22                                               | 3月23日        | 岡芳郎               | 鹿島勤   | 彩木美来、岡本佳織、高林幸兵、楠田恭子、伊藤洋三郎、いぐち武士、泉山由美子 | 13.6%  | 22         |
| 世帯平均視聴率 12.2％（ビデオリサーチ 関東地方） |                |                      |          |                                                                            |        |            |

## 関連商品

### サウンドトラック
- 勝手にしやがれヘイ!ブラザー オリジナルサウンドトラック（1990年2月7日発売、フォーライフレコード、全11曲収録）

### ノベライゼーション
- 原著 - 勝手にしやがれヘイ!ブラザー脚本家グループ
- 編著 - 大貫哲義
- 編・発行元 - 日本テレビ放送網

| 巻数 | 収録タイトル                                                                                       | 発行日     |
| ---- | -------------------------------------------------------------------------------------------------- | ---------- |
| 1    | 再会 / 失恋 / 化身                                                                                 | 1989年11月 |
| 2    | ビッグスクープ / やっかいなお荷物 / 孤独な殺人者（キラー）                                         | 1989年12月 |
| 3    | 愛のインサイドキック / ダイヤモンド・ラブ / 悪夢のディアフレンド                                   | 1990年1月  |
| 4    | 暗闇からレインボー / 偽りのナイトゲーム / あぶないストリートホリディ                               | 1990年2月  |
| 5    | 栄光へのシンフォニー / したたかな時間 / 危険な瞳でテル ミー!                                       | 1990年3月  |
| 6    | ロマンはミステリアスな終り / 遅れてきた電話 / さそって さそわれて 殺意!                            | 1990年4月  |
| 7    | バーボンは殺しのささやき / 盗みのトライアングル / 救え!愛のファインダー / ピラミッドは危険のサイン | 1990年5月  |

### DVD
2007年に、初のビデオソフト化となるDVD-BOXが発売された。
- 勝手にしやがれヘイ!ブラザー DVD-BOX ※初回限定生産（2007年9月21日発売、東映ビデオ、全22話収録）
  - 収録は撮影順となっており、実際の放送順とは多少異なっている。
  - 解説書付きで仲村トオルのインタビューも収録。
  - 2009年10月9日、レンタル開始。全5巻。こちらも収録順はセル版同様に制作順とされている。